# Erebia mixta
Erebia mixta är en fjärilsart som beskrevs av De Lesse 1951. Erebia mixta ingår i släktet Erebia och familjen praktfjärilar. Inga underarter finns listade i Catalogue of Life.